# Bogusz Rutkiewicz

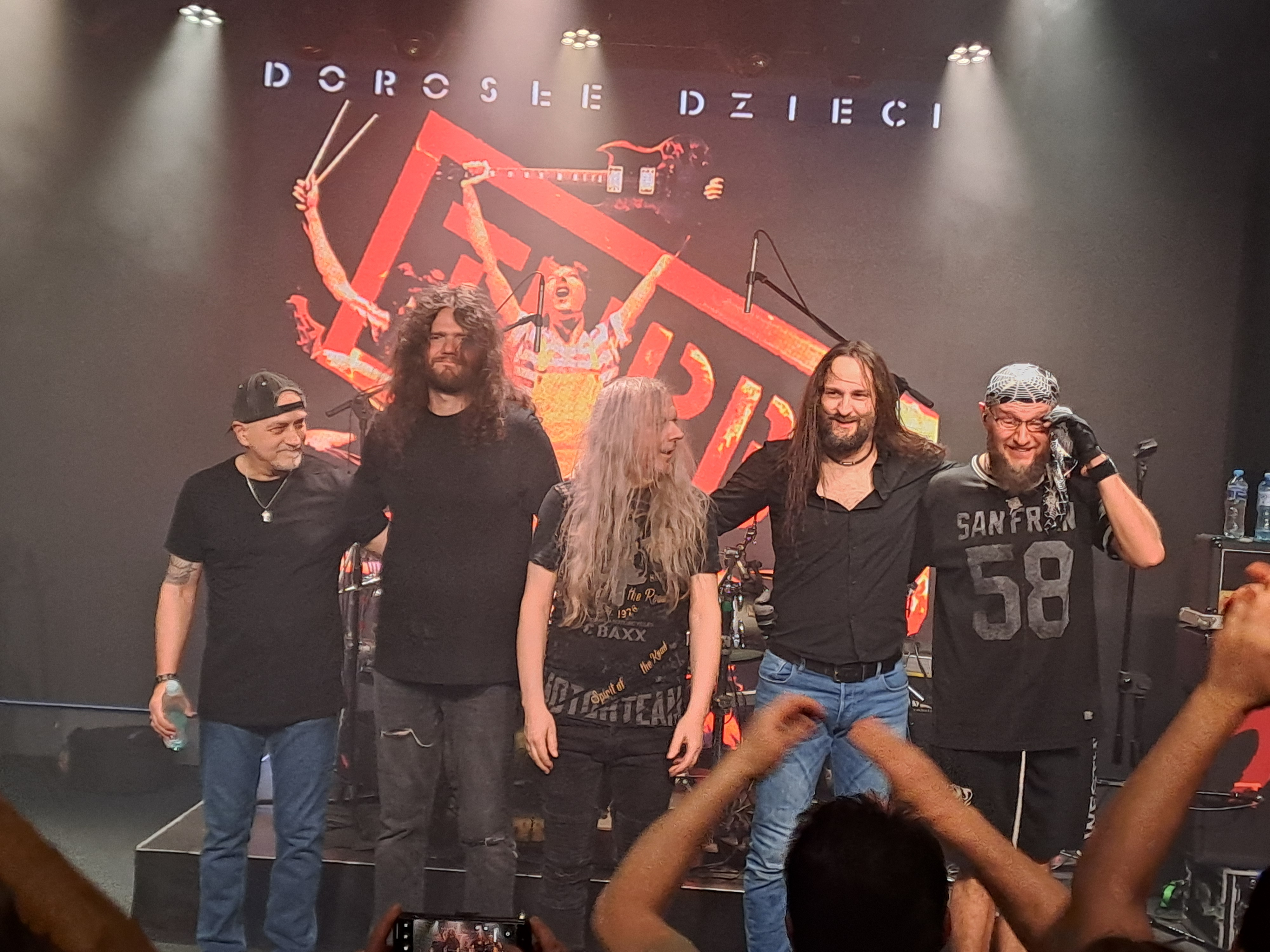
Bogusz Rutkiewicz (pierwszy z lewej) podczas koncertu zespołu Turbo w NCPP w Opolu (15 marca 2025). Od lewej: Bogusz Rutkiewicz, Przemysław Niezgódzki, Wojciech Hoffmann, Tomasz Struszczyk, Mariusz Bobkowski

Bogusz Rutkiewicz (ur. 17 stycznia 1965 w Gnieźnie) – polski basista i gitarzysta rockowy.
Od 1983 do 1988 basista zespołu Turbo. W 2001  założył wspólnie z Jarosławem Kosińskim zespół GOTHAM. Znany m.in. ze współpracy z grupami: Black Cat, Sir Saw, Kierowca Bombowca, Szalaban, Aion, Doctrine X i Meness. W 1996 wraz z Wojciechem Hoffmanem i Grzegorzem Kupczykiem reaktywował zespół Turbo. W 2007 rozpoczął współpracę z Felicjanem Andrzejczakiem. Był również autorem tekstów utworów parodystycznego zespołu Dżipago.

## Dyskografia
Turbo
- Smak ciszy (1985)
- Kawaleria szatana (1986)
- Ostatni wojownik (1987)
- Alive! (1988)
- Last Warrior (1988)
- Awatar (2001)
- Tożsamość (2004)
- The History (2006)
- Strażnik Światła (2009)
- Piąty żywioł (2013)
- Blizny (2025)

Inne
- GOTHAM - Czyste intencje (2001)
- Meness - "Nieprawdziwe słowa" / "Trzeba dalej jakoś żyć" (singel Tonpress 1985)
- Aion - One of 5 (2004)
- Doctrine X -  Mind control (2010)
- Zbigniew Gniewaszewski (utwory "Nie znacie mnie", "Nie ma aniołów") 1984
- Meness (utwór "W teledysku") 1985

## Nagrody i wyróżnienia
| Fryderyki | Fryderyki                | Fryderyki        | Fryderyki | Fryderyki |
| Rok       | Album                    | Kategoria        | Nota      |           |
| --------- | ------------------------ | ---------------- | --------- | --------- |
| 2001      | Turbo – Awatar           | album roku metal | Nominacja |           |
| 2010      | Turbo – Strażnik Światła | album roku metal | Nominacja |           |